# Ruines des monastères de la Métropole et de l'Annonciation
Les ruines des monastères de la Métropole et de l'Annonciation (en serbe cyrillique : Остаци Манастира Митрополија и Благовештење ; en serbe latin : Ostaci Manastira Mitropolija i Blagoveštenje) sont les vestiges de deux monastères orthodoxes serbes situés dans la gorge de Gornjak près de Ždrelo, dans la municipalité de Petrovac na Mlavi et dans le district de Braničevo, en Serbie. Elles sont inscrites sur la liste des monuments culturels de grande importance de la République de Serbie (identifiant no SK 542).

## Présentation

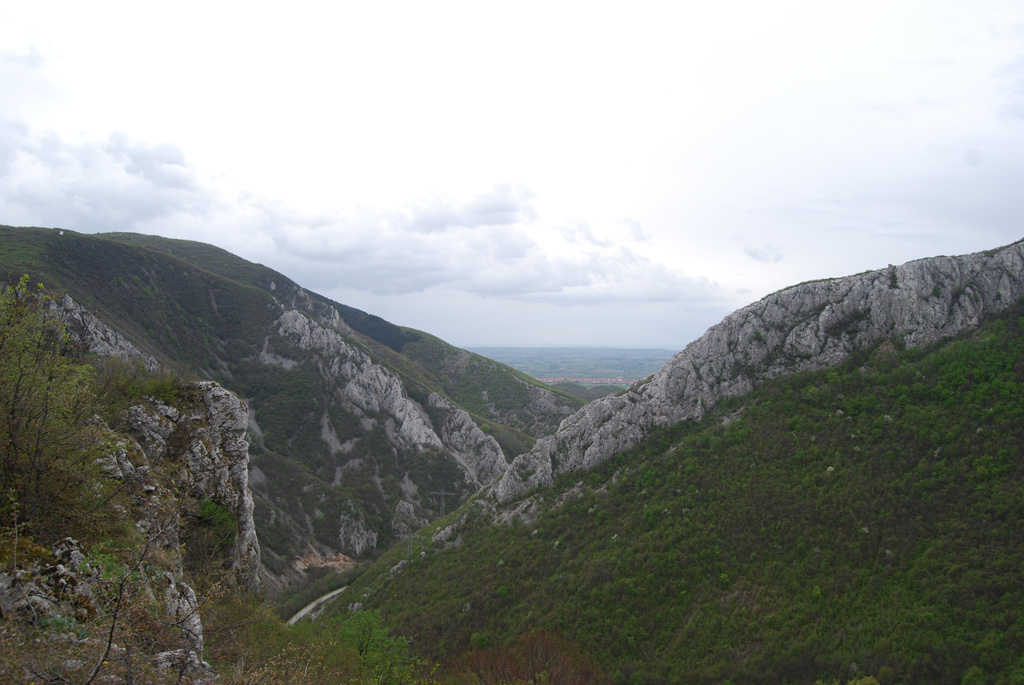
La gorge de Gornjak.

Les deux monastères sont situés sur la rive droite de la rivière Mlava, à la sortie de la gorge de Gornjak. Les falaises presque inaccessibles du secteur constituaient alors une sorte de forteresse naturelle qui formait un tout couvrant la zone plus vaste de la ville médiévale de Ždrelo. Cet ensemble englobait un système de fortifications avec des remparts et des tours de guet, des unités d'habitation, trois monastères et de nombreux ermitages aménagés dans des grottes. En plus des anciens monastères de la Métropole et de l'Annonciation y était inclus le monastère de Gornjak, toujours en activité, situé 2 km à l'est.
Au pied du mont Mali Vukan se trouvent les ruines de la « Métropole », qui sont constituées de la « Velika crkva », la « grande église » avec les konaks monastiques, et, 100 m à l'est, de la « Mala crkva », la « petite église ». La grande église, datée de la fin du XIVe siècle, s'inscrit dans un plan tréflé avec des absides demi-circulaires dans la zone de l'autel ; l'abside orientale a été totalement détruite par les eaux torrentielles du ruisseau voisin ; un narthex polygonal a été construit à l'ouest. La petite église est dotée d'une nef unique prolongée par une abside demi-circulaire à l'intérieur et triangulaire à l'extérieur ; elle disposait d'un narthex à l'ouest. Dans la nef ont été découvertes les tombes des fondateurs ainsi que des vestiges de fresques. On suppose que cette église était dédiée à l'Immaculée Mère de Dieu et qu'elle a été construite dans les années 1320.

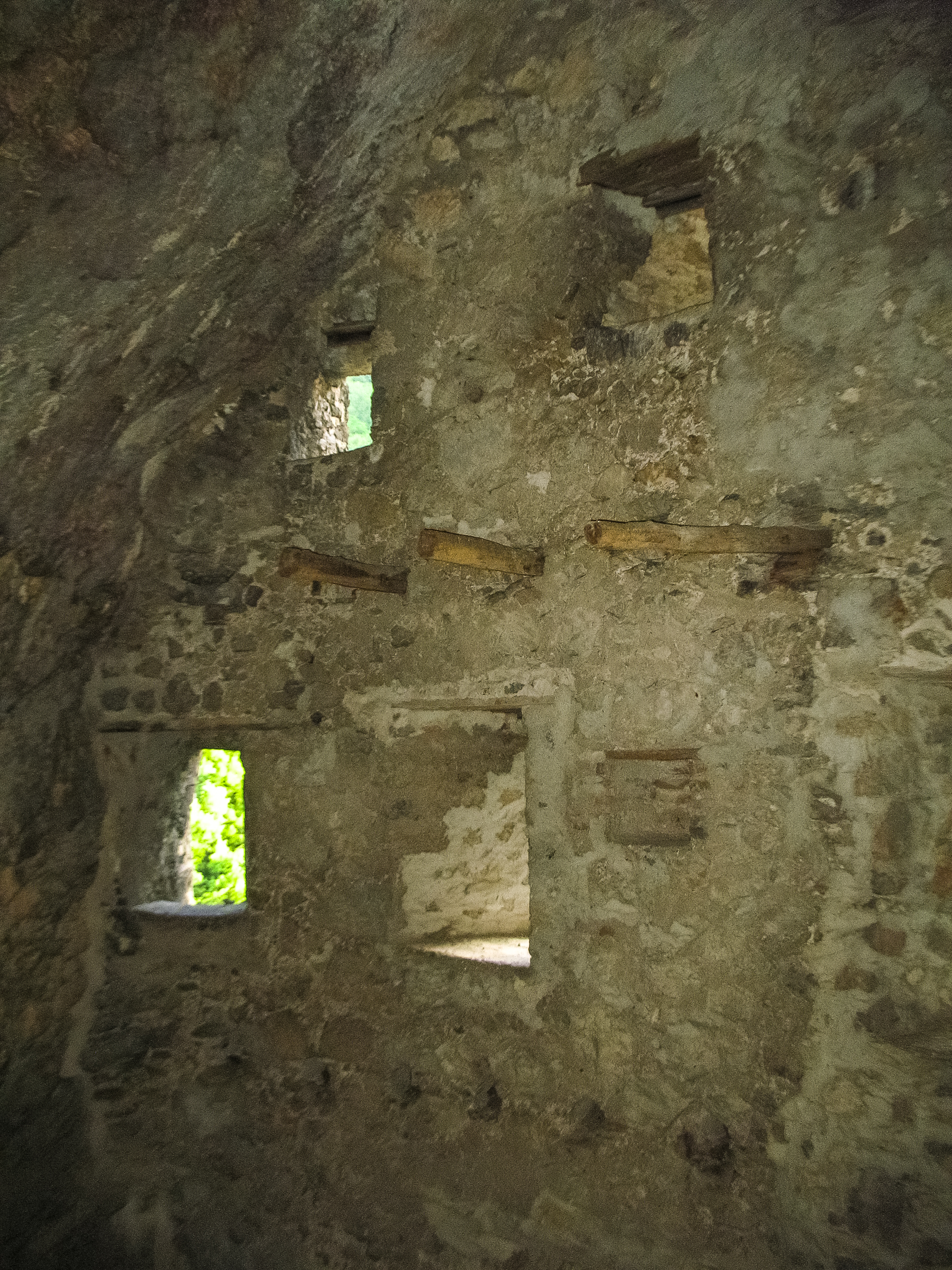
Vue du dortoir troglodyte du monastère de l'Annonciation.

À 1 km à l'est de la « Métropole » se trouve le monastère de l'Annonciation ; il est situé sur une falaise et est constitué de murs qui s'étagent en cascade sur plusieurs niveaux. Son église, partiellement détruite au sud par un glissement de terrain, s'inscrit dans un plan tréflé. Dans l'ensemble monastique se trouve un réfectoire, une boulangerie, un four à céramique et, dans une grotte située sur à l'est de l'est, un ermitage sur trois niveaux. L'église a vraisemblablement été construite à la fin du XIVe siècle et au début du XVe siècle.
Les trois églises ont fait l'objet de fouilles archéologiques mais beaucoup d'aspects de la ville médiévale de Ždrelo et de ses monastères restent encore dans l'ombre. Ces monastères ont en tout cas joué un rôle important en devenant l'un des centres du mouvement de l'hésychasme de Grégoire le Sinaïte dans la Serbie médiévale.